# Heimly Arbeiderbruk – Dyröy Bygdemuseum
Heimly Arbeiderbruk – Dyrøy Bygdemuseum är ett norskt frilufts- och lokalhistoriskt museum i Bjørkebakken i Dyrøy kommun i Troms fylke. Det ingår i Midt-Troms Museum.
Heimly Arbeiderbruk var en gård som baserades på en kombination av näringsfång, där husmodern arbetade med bland annat jordbruk, medan mannen var bortrest på säsongfiske. På gården finns ett bostadshus, byggt 1917 av gammalt timmer från en ladugård på Dyrøya, en ladugård från 1939 och ett skjul. På gården fanns på sin tid kor, getter och svin. 
I bygdemuseet finns interiörer, samt samling av föremål, från framför allt 1920- till 1940-talen. 